# Leptochiton cancelloides
Leptochiton cancelloides is een keverslakkensoort uit de familie van de Leptochitonidae. De wetenschappelijke naam van de soort is voor het eerst geldig gepubliceerd in 1982 door Kaas.